# Metopothrix aurantiaca
El coronafelpa (Metopothrix aurantiaca), también denominado coronado anaranjado, coronafelpa frentidorada (en Ecuador), moñudo naranja (en Colombia) o corona-de-felpa de frente naranja (en Perú), es una especie de ave paseriforme de la familia Furnariidae, la única del género Metopothrix. Es nativa del occidente de la cuenca amazónica en América del Sur.

## Distribución y hábitat
Se distribuye desde el sureste de Colombia (Putumayo, Amazonas) hacia el sur, por el este de Ecuador, este de Perú, oeste de Brasil (hacia el este hasta el bajo río Juruá y alto río Purus, al sur hasta Acre), y noreste de Bolivia (noreste de Beni).
Esta especie es considerada poco común en sus hábitats naturales: selvas de márgenes de ríos, islas ribereñas antiguas o semi antiguas, las clareras con árboles dispersos, los crecimientos secundarios y los bordes de selvas húmedas, principalmente por debajo de los 650 m de altitud, llegando hasta los 1000 m en Perú.

## Descripción
Es un furnárido diminuto, mide 11 cm de longitud y pesa entre 10 y 12 g, completamente diferente a cualquier otro miembro de su familia con plumaje amarillo y verdoso y con patas color amarillo-naranja. La frente es naranja con las plumas como felpa, pero esto no es siempre evidente. La face y la garganta son de color amarillo brillante; por arriba oliva grisáceo y por abajo amarillento pálido. Las aves inmaduras tienen el naranja y amarillo de la face atenuado, pero las patas ya son anaranjadas.

## Comportamiento
Andan en pequeños grupos, tal vez familiares, generalmente separados de bandadas mixtas. Buscan por alimento activamente y de forma acrobática, entre el follaje y las ramas finas, hasta colgándose invertidos. Generalmentes son vistos alrededor de sus nidos grandes y visibles, construidos con palitos y ramitas.

### Alimentación
Su dieta consiste principalmente de artrópodos, pero ha sido registrado por lo menos una vez alimentándose de frutas y flores, pero no se sabe si por insectos o por el néctar.

### Reproducción
Construye un nido esférico, con entrada lateral, hecho de ramitas, a una altura entre 4 y 20 metros del suelo.

### Vocalización
No es especialmente vocal, pero suele dar unas notas sibilantes de timbre alto, algunas veces en series cortas, algo como «tsuit-tsuiít», que pueden ser dadas en conjunto.

## Sistemática

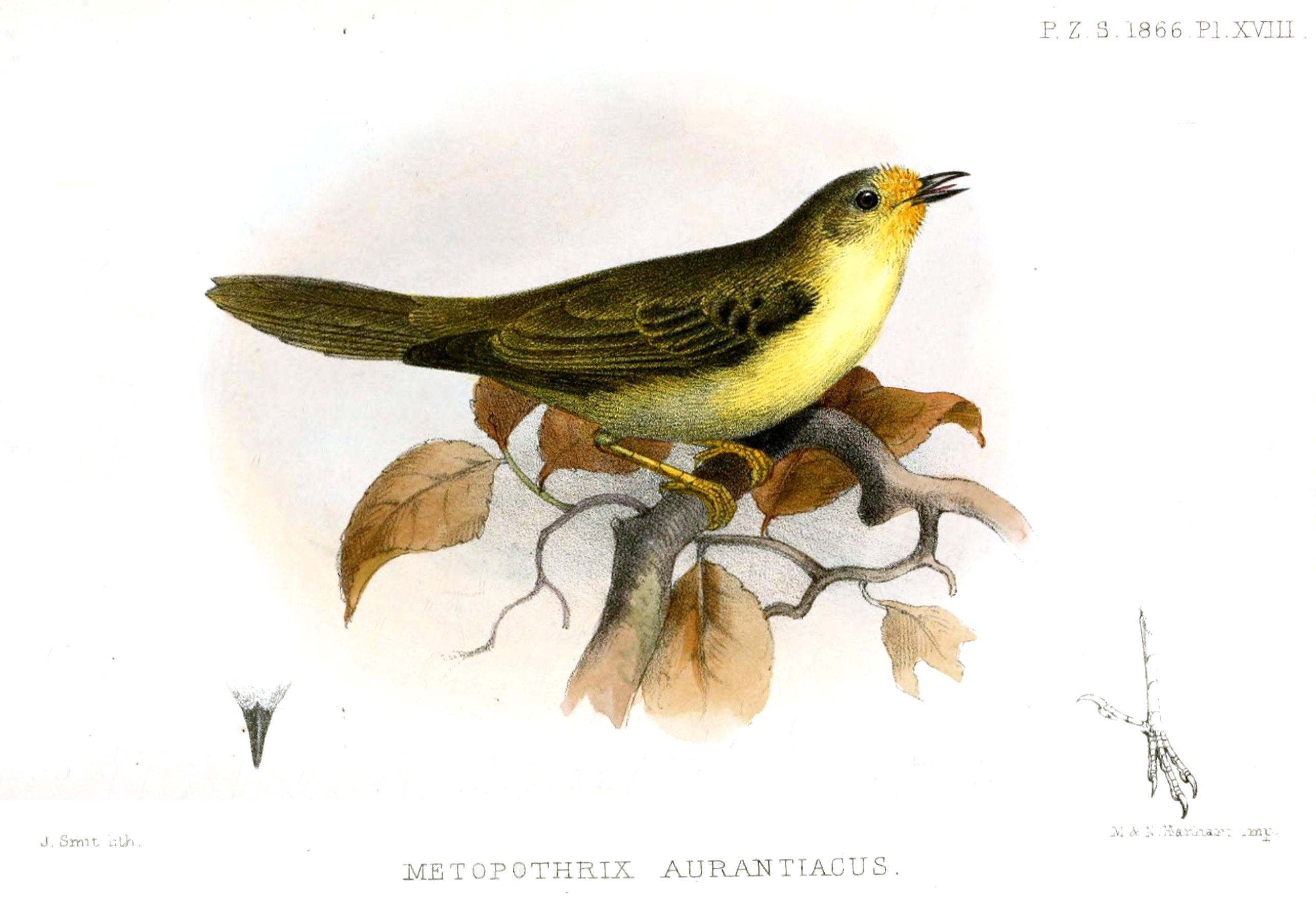
Metopothrix aurantiacus, ilustración de Smit para Proceedings of the Zoological Society of London, 1866

### Descripción original
La especie M. aurantiaca, así como el género Metopothrix, fueron descritos por primera vez por los zoólogos británicos Philip Lutley Sclater y Osbert Salvin en 1866 bajo el nombre científico Metopothrix autantiacus; la localidad tipo es: «Sarayacu, río Ucayali, Loreto, Perú».

### Etimología
El nombre genérico femenino «Metopothrix» se compone de las papabras del griego «μετωπον metōpon»: frente, derivado de «μετα meta»:entre y «ωπος ōpos»: ojos (entre los ojos); y «θριξ thrix, τριχος trikhos»: cabello, significando «con cabello en la frente, entre los ojos»; y el nombre de la especie «aurantiaca», proviene del latín moderno «aurantiacus»: de color naranja.

### Taxonomía
El plumaje es tan diferente a otros furnáridos, que su colocación en esta familia ha sido anteriormente cuestionada. Se sugiere una relación con Acrobatornis debido a la vocalización y a la arquitectura del nido. Es monotípica. Los datos genéticos indican que el presente género es hermano de Xenerpestes, con el género Acrobatornis hermano a este grupo.